# Marin County
Marin County je okres na severu San Francisco Bay Area ve státě Kalifornie v USA. K roku 2010 zde žilo 252 409 obyvatel. Správním městem okresu je San Rafael. Celková rozloha okresu činí 2 145 km². Při západních hranících okresů leží Tichý oceán.

## Externí odkazy

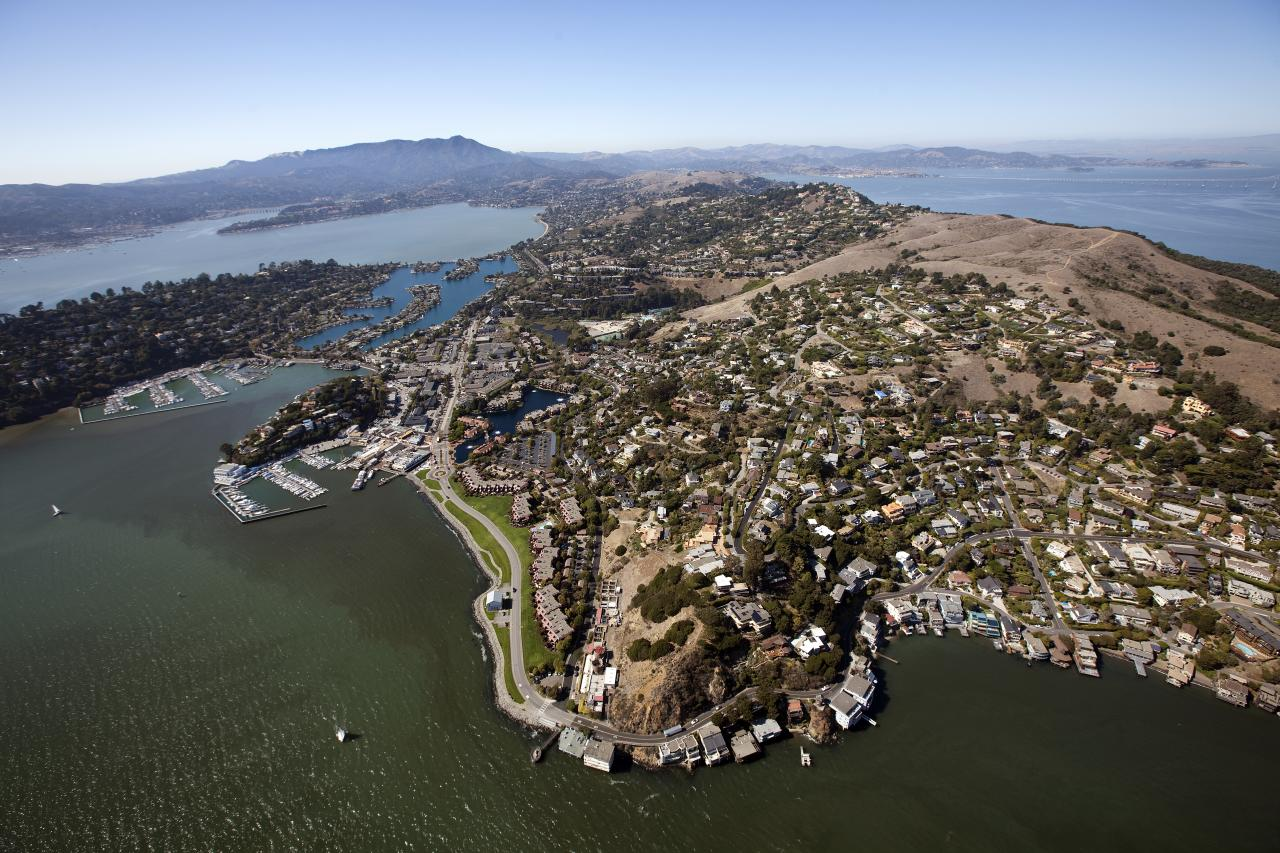
Letecký pohled na Marin County

## Sousední okresy
| Růžice kompasu |              | Sonoma County        | Sonoma County       | Růžice kompasu |
| Růžice kompasu |              | Sever                | Contra Costa County | Růžice kompasu |
| Růžice kompasu | Marin County |                      | Contra Costa County | Růžice kompasu |
| Růžice kompasu | Jih          |                      | Contra Costa County | Růžice kompasu |
| Růžice kompasu |              | San Francisco County | Alameda County      | Růžice kompasu |

## Města a obce okresu Marin County
- Bel Marin Keys
- Belvedere
- Black Point
- Black Point-Green Point
- Bolinas
- Corte Madera
- Dillon Beach
- Fairfax
- Fallon
- Hamilton
- Inverness
- Inverness Park
- Kentfield
- Lagunitas-Forest Knolls
- Larkspur
- Lucas Valley-Marinwood
- Marin City
- Marinwood
- Marshall
- Mill Valley
- Muir Beach
- Olema
- Nicasio
- Novato
- Paradise Cay
- Point Reyes Station
- Ross
- San Anselmo
- San Geronimo
- San Rafael
- Santa Venetia
- Sausalito
- Stinson Beach
- Strawberry
- Tamalpais-Homestead Valley
- Tiburon
- Tomales
- Woodacre